# Linowiec (wieś w województwie warmińsko-mazurskim)
Linowiec – wieś w Polsce położona w województwie warmińsko-mazurskim, w powiecie nowomiejskim, w gminie Grodziczno. W latach 1975–1998 miejscowość administracyjnie należała do województwa toruńskiego.
W bazie TERYT w latach 20. XXI wieku pod nazwą Linowiec występują dwie jednostki osadnicze Linowiec – wieś oraz Linowiec – osada. Linowiec – wieś posiada kod TERYT 0844028 i składa się z faktycznie czterech części: Linowskie Wybudowanie (TERYT 1045252), Nad Strugą (TERYT 1044293) Nad Torem (TERYT 1044301) oraz właśnie osady Linowiec.